# Глория Джинс
Для термина «Глория» см. также другие значения.

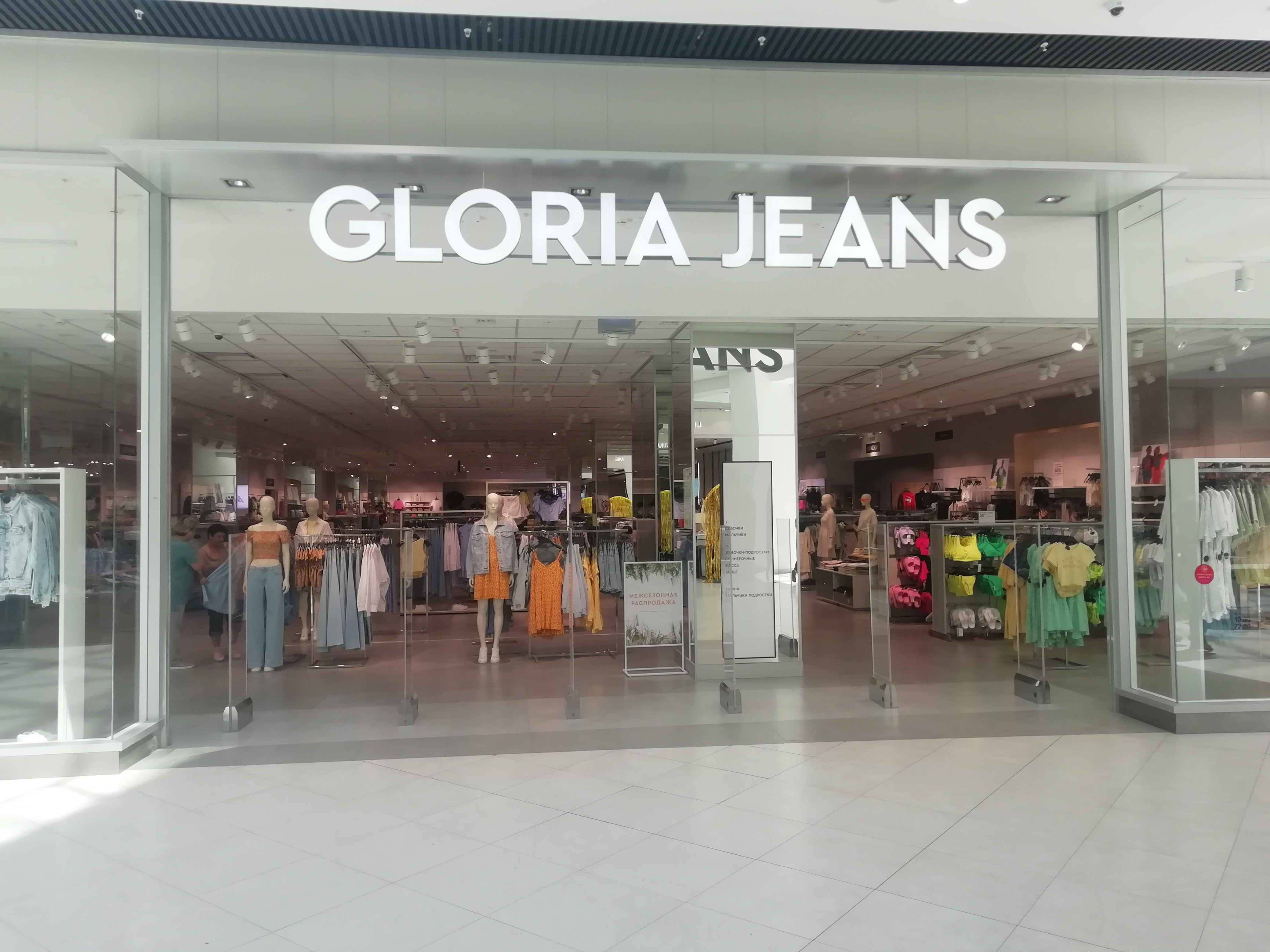
Магазин в Ростове-на-Дону

«Глория Джинс» — советская и российская компания, специализирующаяся на производстве и торговле одеждой, обувью и аксессуарами для всей семьи под брендом Gloria Jeans.
Компания была основана в 1988 году Владимиром Мельниковым. По данным на конец 2023 года, компания управляет более чем 700 магазинами, расположенными на территории России, Казахстана и Беларуси. Gloria Jeans — единственный бренд одежды в списке полусотни российских брендов, продажи которых превышают 5 миллиардов рублей в год (по оценке Forbes).

## История
29 сентября 1988 года был открыт первый в СССР кооператив «Глория», начавший производить джинсы на законных основаниях. Его председателем стал Мельников Владимир Владимирович. Эта дата официально считается днём рождения «Глории Джинс». Вскоре Владимир Мельников приобрёл две фабрики — в городах Новошахтинск и Шахты (Ростовская область). Это позволило компании серьёзно увеличить производство, и удовлетворять растущий спрос.
В 1997 году компания преобразована в ЗАО «Корпорация „Глория Джинс“», учредителями стали ОАО «Глория Джинс» и Европейский банк реконструкции и развития (20 % акций). Впоследствии компания выкупила пакет акций ЕБРР. Последние пять лет оборот компании растет примерно на 40 % в год.
В 2003 году основан Благотворительный фонд имени святой великомученицы Анастасии Узорешительницы. Открыты и оборудованы фабрики в городах: Прохладный, Миллерово, Усть-Донецк, Зверево, Каменск-Шахтинский.
В 2004 году оборот компании составил более $130 млн.
В 2006 году было приобретено швейное объединение «Стиль» (Луганск).
В августе 2009 года компания приняла решение полностью отказаться от опта и франчайзинга и сосредоточиться на развитии собственной розничной сети.
В 2014 году кардинально пересмотрен подход к построению бизнеса. Были закрыты все производства на Украине, существенно сокращены в России. 80 % производства приходится на азиатские страны. До некоторых пор был запланирован переезд центрального офиса в Гонконг в 2015 году.
В начале июня 2023 года стало известно о масштабной утечке данных клиентов Gloria Jeans в открытый доступ. Среди рассекреченной информации о трех миллионах пользователей оказались фамилии, емейлы, номера телефонов, даты рождения, хеши паролей.
Летом 2023 года Владимир Мельников принял решение выплатить по миллиону рублей всем сотрудникам, проработавшим в компании от 10 лет. В письме сотрудникам бизнесмен пояснил, что это не премия, и не подарок, а возврат долга компании людям, потратившими на неё столько лет жизни. Количество получателей оценивается в 2,5 тыс. человек.
В мае 2024 года компания открыла в пилотном режиме первые магазины для молодежи 14-20 лет под брендом Ready! Steady! Go! в Сочи, Казани и Волгограде.
30 сентября 2024 года Глория Джинс создала дочернюю IT компанию GJ Tech. GJ Tech создана в рамках группы для эффективного использования IT-направления в работе.
В апреле 2025 года «Глория Джинс» решила закрыть магазины одежды для подростков Ready! Steady! Go!.

## Собственники и руководство
Основной владелец и председатель совета директоров — Владимир Мельников.

### Показатели деятельности
Выручка торговой сети в 2023 году составила 78 млрд рублей, причём по сравнению с предыдущим годом продажи компании выросли на 11 %. Численность персонала компании составляет около 15 тыс. человек.

## Награды и рейтинги
4 ноября 2002 года коллектив компании «Глория Джинс» в лице генерального директора Владимира Мельникова получил награду — Медаль преподобного Сергия Радонежского II степени (по благословению Патриарха Московского и всея Руси Алексия II её вручил архиепископ Ростовский и Новочеркасский владыка Пантелеимон).
В 2005 году «Глория Джинс» признана компанией № 1 на российском рынке одежды (по оценке портала WGSN.com).
По данным исследования, проведенного маркетинговым агентством «Symbol-Marketing» (осень 2005 года), Gloria Jeans является самой известной маркой джинсовой одежды на российском рынке. Её знают без подсказки 40 % опрошенных россиян; Gee Jay находится на четвёртом месте по узнаваемости. Она известна 27,3 % респондентов. Обе марки, Gloria Jeans и Gee Jay, лидируют на российском рынке. Одежду этих марок носит 52 % российских детей и подростков, 32 % молодёжи, 11 % взрослых. Маркам доверяет более 74 % целевой аудитории.
2007 год. По данным «Ромир Мониторинг» (апрель 2007 года), узнаваемость Gloria Jeans по списку среди целевой аудитории бренда во многих городах России составляет 99,9 %. Также 1 октября 2007 года впервые в истории российской fashion-индустрии Gloria Jeans стала «Народной Маркой № 1» в категории «Одежда», по мнению российских потребителей.
В 2009 году, по данным TNS, «Глория Джинс» признана самым покупаемым российским брендом (категория «Одежда»). За вторую половину года его покупали 9,2 % россиян.
В 2024 году компания стала лауреатом премии «Сноба» «Сделано в России — 2024» в номинации «Мода».
В 2024 году выручка АО «Корпорация „Глория джинс“», основного юридического лица бренда Gloria Jeans, сократилась на 14% по сравнению с предыдущим годом и составила 57,5 млрд рублей. Это первое зафиксированное снижение продаж компании как минимум с 2020 года.